# Amilia Stapelfeldt
Amilia Christina Stapelfeldt, född 25 september 1994 i S:t Olofs församling, Stockholms län, är en svensk opinionsbildare, influerare och PR-konsult. Mellan maj och september 2023 var Stapelfeldt Slöseriombudsman.

## Biografi
Stapelfeldt har arbetat som PR-konsult med inriktning mot marknadsföring med influerare, och har bland annat ansvarat för YouTube-nätverket Splay One's talanginnehav.
I februari 2020 medverkade Stapelfeldt i dokusåpan Big Brother 2020 på TV4, där hon slutade på en sjätteplats. Hennes följe i sociala medier växte kraftigt i samband med programmet och hon började successivt implementera mer politiskt och opinionsbildande innehåll i sina kanaler. Innehållsblandningen mellan skönhet, livsstil och den mer sakpolitiska opinionsbildningen kom sedan att ge upphov till epitetet ”polfluencer”. Begreppt fick stor spridning i media och inför riksdagsvalet 2022 beskrevs hon i ett flertal medier som en ny maktfaktor.
Hennes politiska inriktning är oberoende liberal. Under tonåren var Stapelfeldt aktiv i Moderata Ungdomsförbundet, men har förblivit partilös efter att ha begärt urträde år 2017.
I samband med Internationella kvinnodagen 2023 anordnade Stapelfeldt en livesänd intervju med statsminister Ulf Kristersson på sitt instagramkonto.
Mellan maj och september 2023 var Stapelfeldt Slöseriombudsman.
I april 2024 meddelades att Stapelfeldt kandiderar till Europaparlamentet för den nystartade valsamverkan Folklistan.